# 贖愆祭
贖愆祭 (希伯來語：‎) 是《聖經·利未记》中記載的祭典，為的是可以補償的過失。祭物通常是母羊、羊羔，或山羊，若力量不夠，可用斑鳩或雛鴿等。
聖經明列的過失有
- 見證人聽見發誓見證，卻不把所看見的、所知道的說出來。
- 不知道摸了不潔的物（如不潔的死獸、畜、蟲）。
- 不知道摸了別人的污穢。
- 不知道嘴裡冒失發誓。
- 在交易行詭詐，搶奪，欺壓鄰舍，在遺失的物上行詭詐，說謊起誓 (利6:2-3)

贖愆祭 與贖罪祭不同。贖愆祭的犯者有償還的機會，通常是加罰金五分之一，並在還了之後，才可行贖愆祭；贖罪祭的犯者則無法償還。
赎愆祭的预表意义：
赎愆祭表征基督在祂的身体里亲自担当了我们的罪，替我们在十字架上受了神的审判，解决了我们行为上的罪，使我们在罪行上得着赦免─利五1～19。这表明原罪得以赦免的信徒仍然可能犯罪，基督持续不断地赦免并担当我们罪行的后果。